# Brea de Tajo
Brea de Tajo ist ein Ort und eine Gemeinde (municipio) mit 579 Einwohnern (Stand: 2024) im Südosten der Autonomen Gemeinschaft Madrid. Die Gemeinde gehört zur Kulturlandschaft der Alcarria.

## Lage und Klima
Der ca. 715 m hoch gelegene Ort Brea de Tajo liegt ca. 10 km nördlich des Río Tajo gut 71 km südöstlich der spanischen Hauptstadt Madrid nahe der Grenze zur Nachbarregion Kastilien-La Mancha. Das Klima im Winter ist gemäßigt, im Sommer dagegen warm bis heiß; die eher geringen Niederschlagsmengen (ca. 455 mm/Jahr) fallen – mit Ausnahme der nahezu regenlosen Sommermonate – verteilt übers ganze Jahr.

## Bevölkerungsentwicklung
| Jahr      | 1857 | 1900 | 1950  | 2000 | 2019 |
| Einwohner | 809  | 868  | 1.040 | 458  | 524  |

Aufgrund der Mechanisierung der Landwirtschaft und der Aufgabe bäuerlicher Kleinbetriebe ist die Einwohnerzahl der Gemeinde trotz ihrer Lage im Großraum Madrid seit den 1950er Jahren deutlich zurückgegangen. Erst zu Beginn des 21. Jahrhunderts ist wieder ein Anstieg festzustellen.

## Wirtschaft
Jahrhundertelang lebten die Menschen in der Region als Selbstversorger; lediglich haltbare oder durch Salzen oder Trocknen haltbar gemachte Lebensmittel wie Olivenöl, Käse, Würste, Schinken, Tierhäute etc. wurden bei fahrenden Händlern gegen andere Waren eingetauscht oder verkauft. Durch das Gemeindegebiet verlief ein Abschnitt der Cañada Real Soriana. Heute ist Brea de Tajo neben Carabaña einer der wichtigsten Produzenten von Olivenöl in der Comunidad de Madrid. 

## Geschichte
Die Ortsgeschichte beginnt wahrscheinlich erst nach der Rückeroberung (reconquista) und Wiederbesiedlung (repoblación) der Region im 13. Jahrhundert; die erste Erwähnung des Ortsnamens stammt aus einem Dokument des Jahres 1326. Das Gebiet befand sich damals in den Händen des Calatravaordens. Im Jahr 1501 erhielt der Ort das Stadtrecht, doch verkaufte ihn Karl V. im Jahr 1538 für einen Betrag von beinahe 18 Millionen Maravedis an Luis Hurtado de Mendoza y Pacheco, den 2. Markgrafen von Mondéjar und 3. Grafen von Tendilla, dessen aus drei Streifen bestehendes Wappen – zusammen mit zwei Calatrava-Kreuzen – immer noch im heutigen Ortswappen erscheint.

## Sehenswürdigkeiten

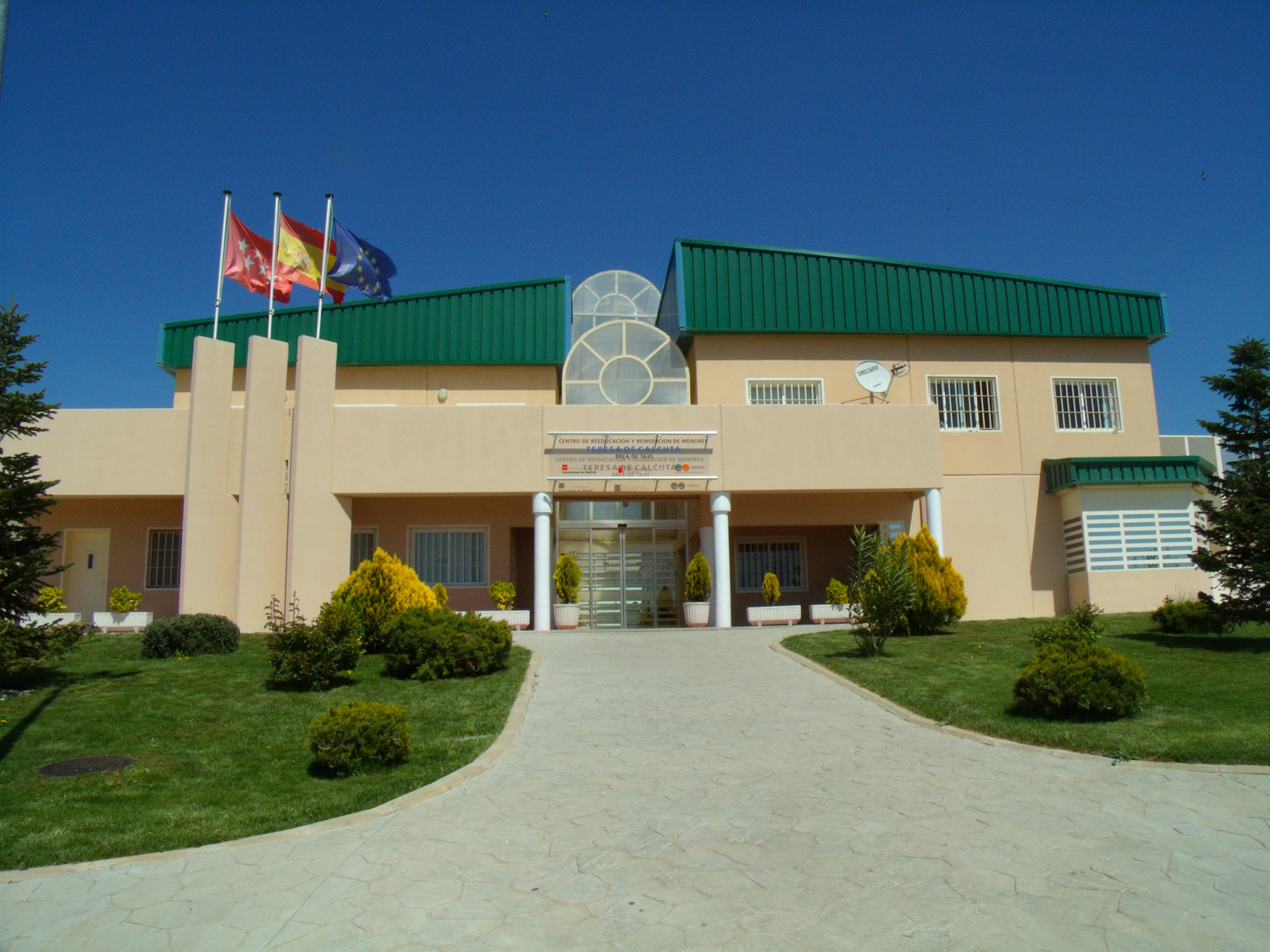
Brea de Tajo – Erziehungszentrum für jugendliche Straftäter unter der Leitung der Schwestern vom Orden der Mutter Teresa

- Die Iglesia de la Asunción de Nuestra Señora ist ein neoklassizistischer Bau aus der zweiten Hälfte des 18. Jahrhunderts. Das Innere der Kirche ist einschiffig mit Seitenkapellen und zwei kurzen Querhausarmen; das Kirchenschiff wird von einem Tonnengewölbe mit seitlichen Lünettenfenstern überspannt. Die Vierung selbst wird von einer Kuppel mit aufsitzender Laterne überspannt. Die Deckengemälde im Kirchenschiff und im Vierungsbereich stammen von Ginés Andrés de Aguirre. Die Kirche bewahrt eine kostbare Monstranz (custodia), die mit der der Kathedrale von Toledo verglichen wird.[4]
- Die Bar Los Escudos verfügt über ein aufwändig gestaltetes Portal im Stil des Spätbarock.[5]
- Der kleine kubische Bau der Ermita de San Roque steht am Ortsrand und stammt ebenfalls aus dem 18. Jahrhundert.[6]
- Auch das Museo Oleico de Almazara steht am Ortsrand; es widmet sich der Geschichte der Herstellung des Olivenöls in der Region.[7]

Umgebung
- Im Jahr 2006 entstand ein Erziehungszentrum für straffällig gewordene Jugendliche unter der Leitung des Ordens der Mutter Teresa.[8]